# Náš letopočet
Náš letopočet (zkratka n. l.) nebo také běžný letopočet je odměřování let začínající rokem 1 gregoriánského kalendáře. Začal být počítán od narození Ježíše Krista, proto se léta našeho letopočtu označují také za léta křesťanské éry, po Kristu (po Kr.) či léta Páně (L. P. / LP), latinsky Anno Domini.
Léta před rokem 1 n. l. se počítají opačným směrem a označují se před naším letopočtem (př. n. l.), případně před Kristem (př. Kr.) nebo před křesťanskou érou, nebo jednoduše znaménkem − (minus). V tomto číslování neexistuje rok nula, který se však objevuje v astronomickém systému a ISO 8601.
Označení náš letopočet někteří preferují jako neutrální alternativu ke zjevně křesťanskému po Kristu, podobně jako v angličtině někteří preferují CE (Common Era) namísto AD (Anno Domini, latinsky léta páně), neboť neobsahuje křesťanská označení Ježíše jako Kristus nebo Pán. Jiní [kdo?] kritizují označení našeho letopočtu a před naším letopočtem jako zbytečnou snahu o politickou korektnost.

## Historie
Raní křesťané určovali daný rok kombinací data konzulátu, data roku vlády císaře a data stvoření. Používání data konzulátu bylo ukončeno ve chvíli, kdy císař Justinián I. přestal v polovině šestého století jmenovat konzuly, což si brzy poté vyžádalo dataci podle vládnoucího císaře. Posledním konzulem byl jmenován Anicius Faustus Albinus Basilius v roce 541. Papežství bylo po celou dobu středověku v kontaktu s vyslanci Byzantského světa a mělo tak jasný přehled – nehledě na náhlou smrt či sesazení –, kdo byl v kterékoli době byzantským císařem.

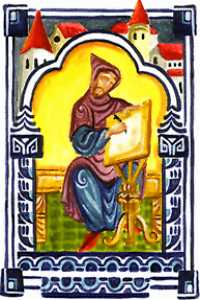
Dionysius Exiguus, který zavedl letopočet Anno Domini při psaní tabulek s daty Velikonoc.

Systém Anno Domini byl vyvinut mnichem jménem Dionysius Exiguus (narozen v Malé Skythii) v Římě roku 525 jako jeden z výsledků jeho práce při výpočtu data Velikonoc. Ve svých velikonočních tabulkách Dionysius přiřadil rok AD 532 k roku 284 vlády císaře Diokleciána; ve svém vysvětlujícím dopise přiřazuje rok AD 525 k roku konzulátu Probuse Juniora. I když nikde ve svém výkladu ohledně svých tabulek Dionysius nevztahoval svou epochu k jiným datovacím systémům, ať už konzulskému, olympiádám, rokům od stvoření světa nebo rokům vlády Augusta; ještě mnohem méně je vysvětlen a ospravedlněn datový základ systému. Blackburn & Holford-Strevens a další krátce uvedli argumenty pro roky 2 př. n. l., 1 př. n. l. nebo 1 n. l. jako roky určené Dionysiem pro narození nebo vtělení.
Hlavními zdroji zmatku jsou:
- V moderní době je vtělení synonymní s početím, ale někteří starší spisovatelé, jako např. Beda považují vtělení za souhlasné s narozením.
- Občanský nebo konzulární rok začínal 1. lednem, zatímco Dionysiův rok začínal 29. srpnem.
- Chyby v seznamu konzulů.
- Chyby v součtech let vlády jednotlivých císařů.

Další výpočty byly provedené okolo roku 400 Alexandrijským mnichem Annianem, který umístil Zvěstování Panny Marie na 25. březen roku 9 (podle Juliánského kalendáře) – osm až deset let později, než spočítal Dionysius. Tato éra inkarnace převažovala na východě v raných stoletích existence Byzantské říše a je ještě používána v Etiopii, což odpovídá rozdílu 8 nebo 7 let mezi Gregoriánským a etiopským kalendářem.
Byzantští kronikáři, jako např. Theofanes, pokračovali v datování let ve svých světových kronikách na rozdílném židovsko-křesťanském základě – od předpokládaného stvoření světa, jak ho vypočítali křesťanští učenci z údajů Starého zákona během prvních pěti století křesťanské éry. Tyto éry, někdy nazývané moderními učenci Anno Mundi, „rok světa“ (zkráceně AM), jsou vůči sobě kontroverzní. Žádná jednotlivá éra Anno Mundi nebyla dominantní. Jedna z populárních definicí pochází od Eusebia z Kaisareie, historika z dob císaře Konstantina I. Na západě pomohl zpopularizovat Eusebiův výpočet AM latinský překladatel a spisovatel Jeroným.

### Datum Ježíšova narození
„Přestože učenci věří, že Kristus se narodil o několik let dříve než v roce 1 n. l., historické důkazy jsou příliš útržkovité na to, aby mohlo být určeno konečné datum“ (Doggett 1992, 579). Podle Matoušova evangelia (2:1,16) se Herodes Veliký dozvěděl o Ježíšově narození a přikázal v reakci na tuto událost vyvraždit všechny novorozence. Blackburn & Holford-Strevens pokládají Herodovu smrt na dobu krátce před Pesachem v roce 4 př. n. l. a tvrdí, že ti, kdo akceptují příběh vyvraždění neviňátek, ho někdy spojují s hvězdou, která vedla tři biblické krále, a toto znamení vidí buď v planetárním spojení z 15. září roku 7 př. n. l. nebo v Halleyově kometě z roku 12 př. n. l.; dokonce historikové, kteří neakceptují tento masakr za Heroda, akceptují narození za Heroda jako tradici starší než jsou psaná evangelia.
Lukášovo evangelium (1:5) uvádí, že Jan Křtitel byl přinejmenším počat, ne-li narozen, za Heroda a že Ježíš byl počat v době, kdy Janova matka byla v šestém měsíci těhotenství (1:26). Lukášovo evangelium také uvádí, že Ježíš se narodil během vlády Augusta a v době, kdy Cyrenius (nebo Quirinius) byl guvernérem v Sýrii (2:1-2). Blackburn a Holford-Strevens (2003, 770) poukazují na to, že Cyreniovo/Quiriniovo guvernérství v Sýrii započalo roku 6 n. l., což je neslučitelné s termínem 4 př. n. l. a konstatují, že „Sv. Lukáš působí velké obtíže… nejvíce kritiků proto Lukáše vyřazuje“ (str. 776). Někteří učenci se spoléhají na Janovo evangelium a umisťují Ježíšovo narození do roku 18 př. n. l. (Blackburn a Holford-Strevens 2003, 776).

### Dionysiův výpočet
Přestože neznáme způsob, jakým Dionysius dospěl k datu Kristova narození, historikové se domnívají, že se jim podařilo rekonstruovat postup jeho uvažování. Dionysius patrně vycházel z textu Nového zákona a spojil nepříliš konkrétní, a navíc rozporné údaje evangelií se svými komputistickými znalostmi. Selešnikov se ve své knize Člověk a čas domnívá, že Dionysius založil svůj výpočet na třech základních předpokladech:
1. K ukřižování Krista došlo zhruba před pěti sty lety od Dionysiovy doby.
2. Kristus zemřel ve věku třiceti let.
3. Kristus vstal z mrtvých o Velikonocích dne 14. nisanu židovského kalendáře, což je 25. březen našeho kalendáře.

Na základě třetího poznatku vyhledal Dionysius ve svých tabulkách nejbližší rok, na který připadne velikonoční neděle opět na 25. března. Tímto rokem byl rok 279 diokleciánské éry, neboli rok 563 n. l. Od tohoto roku odečetl číslo 532 – tzv. velkou indikaci. To je výsledkem násobení čísel 19 (měsíční kruh) a čísla 28 (sluneční kruh). Po 532 letech tedy odpovídají čísla dnů v měsíci stejným dnům v týdnu i stejné měsíční fázi, z čehož vyplývá, že po 532 letech připadají Velikonoce na stejné dny, které zaujímaly před touto dobou. Po odečtení velké indikace došel Dionysius k závěru, že Kristus vstal z mrtvých 25. března roku 31 n. l. Po odečtení předpokládaného Kristova věku, tj. 31 let, pak dospěl k datu jeho předpokládaného narození. Z toho vyplývá, že v roce 1 se Kristus nenarodil, nýbrž měl první narozeniny.
Dnes se ví[zdroj?], že se Dionysius dopustil při výpočtu roku Kristova narození několika chyb – místo židovských použil pro výpočet Pesachu křesťanské tabulky, určil věk Krista v době jeho smrti na 31 let (v současnosti se křesťanská tradice kloní k 33 letům), rok narození Krista umístil mimo dobu panování Heroda Velikého a 25. březen je mnoha badateli považován za datum Kristovy smrti a nikoli vzkříšení.
Na podporu Dionysiova výpočtu data narozením Ježíše Krista se ve svých závěrech stavěl český katolický kněz Jan Pouč († 1962) v díle Náš letopočet, Ježíš Kristus a král Herodes, které vydal Vladimír Bláha v roce 2005. Jeho závěry podpořil také katolický kněz a publicista Milan Glaser.

### Rozšíření
Prvním historikem nebo kronikářem, který použil letopočet Anno Domini jako primární datovací mechanismus, byl Victor z Tunnuny, africký kronikář ze šestého století. O několik generací později anglosaský dějepisec Beda, který znal Dionysiovy práce, také používal datování Anno Domini ve své Církevní historii anglického lidu, dokončené roku 731. Ve stejném díle poprvé použil latinský ekvivalent pro výraz před Kristem, a tím zavedl počítání letopočtu bez roku nula, přestože nulu znal a používal ve svém computu. Jak Dionysius, tak i Beda pohlíželi na Anno Domini jako na datování od vtělení Ježíše, ale rozdíl mezi vtělením a narozením nebyl v té době zřejmý, až později, v devátém století, kdy byla doba vtělení ztotožněna s početím Krista, tj. se zvěstováním 25. března.
Na kontinentální Evropě byla éra Anno Domini uvedena jako éra Karolínské renesance Alcuinem. Její schválení Karlem Velikým a jeho následovníky zpopularizovalo používání této epochy a rozšířilo ji po celé Franské říši, jako jádru systému, kde od té doby převládá dodnes.
Vně Franské říše, Španělsko pokračovalo v datování podle éry císařů neboli španělské éry až do středověku, jejíž letopočet začínal rokem 38 př. n. l. Éra mučedníků, která se počítá od nástupu císaře Diokleciána roku 284, jenž proslul mimo jiné zahájením posledního intenzivního pronásledování křesťanů, převážila na východě a je stále ještě oficiálně používána koptskou a bývala používána etiopskou církví. Další systém datování vychází z roku ukřižování Ježíše Krista, které spadá, jak věřili již Hippolytus a Tertullianus, do doby konzulátu Geminiů (29 n. l.) a toto datování se tak také příležitostně objevuje ve středověkých rukopisech.
Mnoho syrských rukopisů psaných do konce 19. století má v poznámce na konci používání „roku Řeků“ (Anno Graecorum = Seleukovská éra).
I když letopočet Anno Domini začal být používán od 9. století, označení „před Kristem“ (nebo jeho ekvivalent) se nezačal šířit dříve než od 15. století.

## Chronologie

### Číslování roků
Léta Páně se počítají od kdysi předpokládaného dne Ježíšova obřezání, ke kterému mělo dojít 1. 1. roku 1. Za tohoto předpokladu k narození Krista došlo osm dní před začátkem letopočtu, tedy v roce označovaném 1 ante Christum natum, doslova v roce 1 před narozením Krista. Půlnoc na počátku dne, kdy měl být Kristus obřezán, tedy představuje bod na časové ose. Od tohoto bodu jsou oběma směry v čase roky (jednoroční časové úseky) číslovány počínaje číslem jedna. Není tedy rok 0, protože nulu představuje právě onen časový bod.
Potřebě rozlišovat roky před narozením a po narození označením typu Anno Domini se lze vyhnout užitím záporných a kladných čísel. Protože toto číslování let způsobuje problém při některých výpočtech, předchází v astronomickém číslování let před rokem 1 rok nula a všechny roky před začátkem letopočtu mají proto číslo o jednu nižší: běžným letům −3, −2, −1, 1, 2 odpovídají astronomické roky −2, −1, 0, 1, 2. Stejně tak i norma ISO 8601 dává záporné znaménko rokům před naším letopočtem a posouvá číslování o rok.

### Gregoriánský a juliánský kalendář
Termíny jako náš letopočet, Anno Domini, před naším letopočtem a před Kristem se používají jak v juliánském kalendáři, tak pro datování v gregoriánském kalendáři. Pro moderní datování se používá gregoriánský kalendář, ale pro starší data by měl být určen správný kalendářní systém. Datování v gregoriánském kalendáři je vždy podle našeho letopočtu, ale souběžně s juliánským kalendářem byly více než tisíc let užívány i jiné letopočty.

## „Našeho letopočtu“ nebo „po Kristu“?
Ve většině postkomunistických zemích včetně České republiky bylo komunistickými vládami prosazováno používání našeho letopočtu či podobných nenáboženských výrazů.[zdroj?] Po pádu komunismu se opět rozšířilo i používání termínů před Kristem a po Kristu. V katolickém Polsku je však stále používán termín "przed naszą erą" a "naszej ery".

### V anglické jazykové oblasti
V angličtině je obdobně tradiční AD (Anno Domini, lat. léta Páně) a BC (Before Christ, před Kristem) a výrazy bez odkazu na Krista, CE (Common era, obecný letopočet) a BCE (Before CE, před obecným letopočtem).
Roku 2002 se v Anglii a Walesu stal systém BCE/CE ve školách oficiální.
Někteří američtí akademici na poli vzdělání a historie přijímají značky CE a BCE, a používají ji pro Hebrejské lekce po „více než jedno století“. Svědkové Jehovovi ve svých publikacích také výlučně používají CE a BCE a v poznámkách pod čarou vždy uvádí, že tyto termíny znamenají výrazy „běžný letopočet“ a „před běžným letopočtem“.
Viditelnější používání této éry se objevilo v hlavních muzeích anglicky hovořícího světa: Smithsonian Institution preferuje používání tohoto výrazu, i když jeho používání není po ostatních muzeích striktně vyžadováno. Dále několik tabulek letopočtů preferuje nebo přikazuje jeho používání. Dokonce tento letopočet preferují tabulky některých křesťanských kostelů: např. episkopální diecéze Marylandské nové církve.
Ve Spojených státech stále se stále častěji užívá označení CE/BCE v učebnicích. World almanac (Světový almanach) z roku 2007 byl první edicí, začínající používat éry BCE/CE a ukončující 138 let dlouhé používání tradičních letopočtů BC/AD. Je také používán College Board v jejích historických textech stejně jako v některých publikacích National Geographic Society a United States Naval Observatory. V USA založený televizní kanál History Channel používá notaci BCE/CE v pořadech o nekřesťanských náboženských tématech, jako je Jeruzalém a Judaismus a používají BC (ale ne CE ani AD) v ostatních případech. Někteří lidé také začali zkratku CE vykládat jako "Christian/Christ Era" (Křesťanský/Kristův letopočet/éra)